# Tobias Schröck
Tobias Schröck (* 31. Dezember 1992 in Mühldorf am Inn) ist ein deutscher Fußballspieler. Er stand zuletzt beim FC Ingolstadt 04 unter Vertrag.

## Karriere
Tobias Schröck spielte von 1996 bis 2004 für seinen Heimatverein TuS Engelsberg und wechselte 2004 zum VfL Waldkraiburg. Von 2005 bis 2015 spielte er für den Wacker Burghausen. Seit der Saison 2011/12 wurde Schröck dort sowohl in der Drittligamannschaft als auch in der in der Bayernliga Süd spielenden zweiten Mannschaft eingesetzt. Seit Juni 2015 stand er bei der in der 3. Liga spielenden SG Sonnenhof Großaspach unter Vertrag.
Zur Saison 2016/17 wechselte Schröck zum Zweitliga-Aufsteiger Würzburger Kickers. Nach dem direkten Wiederabstieg der Kickers schloss er sich dem aus der Fußball-Bundesliga abgestiegenen FC Ingolstadt 04 an. Im Sommer 2024 verließ er Ingolstadt.